# Váha (rybník)
Váha je rybník v okrese Havlíčkův Brod v kraji Vysočina. Nachází se asi 150 metrů od silnice III/34740 a zhruba 0,5 km severozápadně od Lipnice nad Sázavou, která je i jeho vlastníkem. Rybník leží v nadmořské výšce 501 m, či dle vrstevnic 480 m, a je prvním ze soustavy tří rybníků. Dalšími jsou Prostřední rybník a Metelka.
Rybníky Váha a Metelka vznikly před rokem 1838, kdy byly pod jmény Waha a Metelka zachyceny v mapách Stabilního katastru a šlo o rybníky bez rákosu.
Váha je z velké části obklopena lesními porosty. Hráz je na západní straně rybníka a stavidlo se nalézá zhruba uprostřed hráze. Na jihovýchodní straně je rákosový porost a malá travnatá pláž. Na severovýchodním břehu jsou dva malé hospodářské objekty. Uprostřed rybníka jsou naskládány žulové balvany.
V okolí rybníka byl zaznamenán výskyt vlasolistce vlhkomilného (Tomentypnum nitens).

## Vodní režim
Rybník je napájen od jihovýchodu bezejmenným přítokem Pstružného potoka, který pramení pod Lipnicí nad Sázavou. Potok opouští rybník stavidlem na západní straně a přepadem na severozápadní straně a směřuje k rybníku Prostřední.

## Využití
Rybník slouží ke sportovnímu rybolovu. Tvoří jeden rybářský revír společně s částí Pstružného potoka od Kamenné Trouby po ústí do Sázavy. U rybníka se také pořádají rybářské závody.
K rekrečním účelům je využíván ojediněle, ale ve druhé polovině 20. století se u něj nacházel kemp a pořádaly se tam tábory.
Váha je zařazena do seznamů zdrojů vody pro hašení požárů v požárním řádu města Lipnice nad Sázavou.

## Zajímavosti v okolí
- Turistické trasy.
- Smírčí kříž.[13]
- Zatopené lomy.
- Sochařská díla – Zlatý voči, Hlava XXII, Monument Nomen Omen.

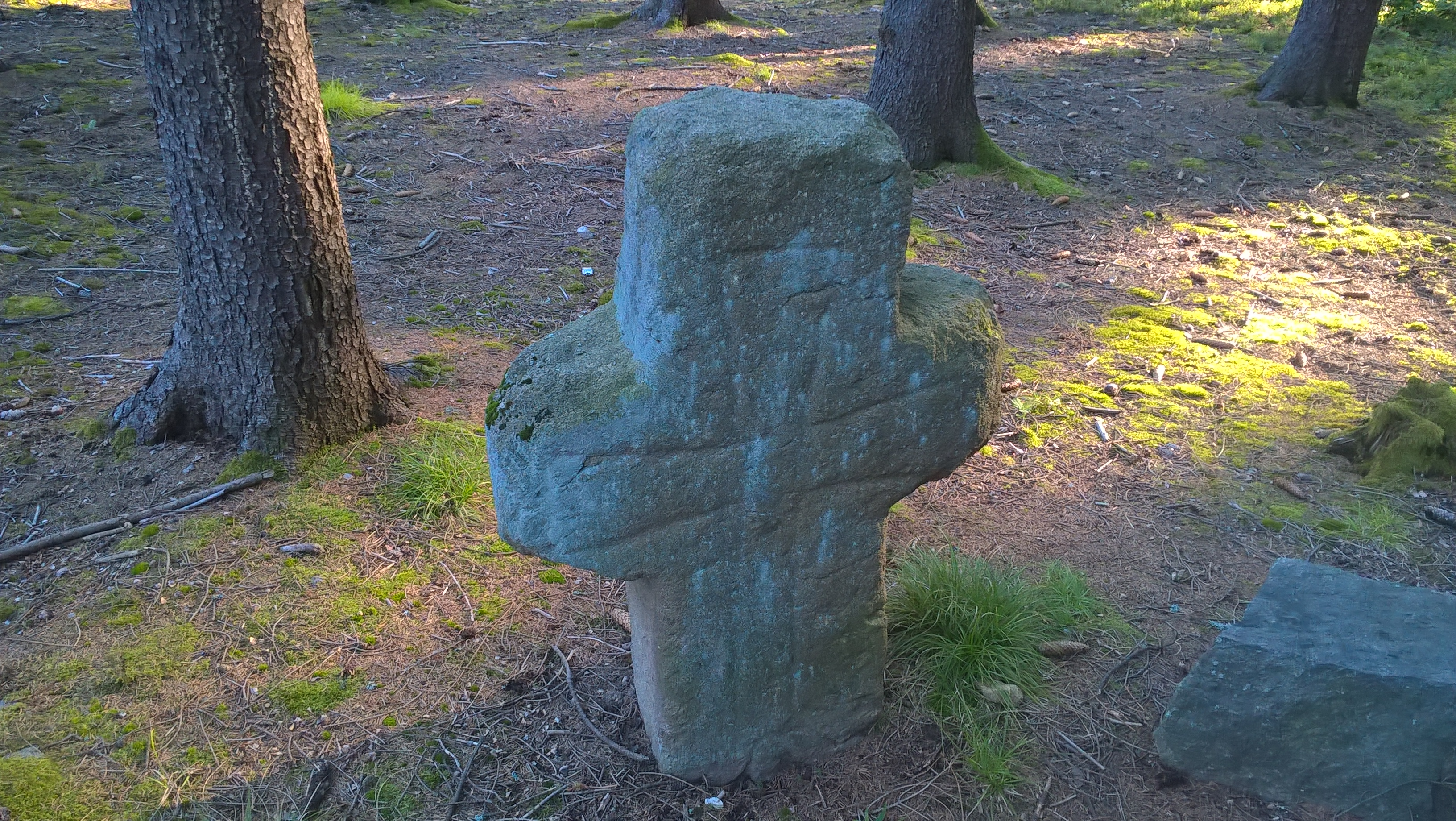
smírčí kříž u Váhy
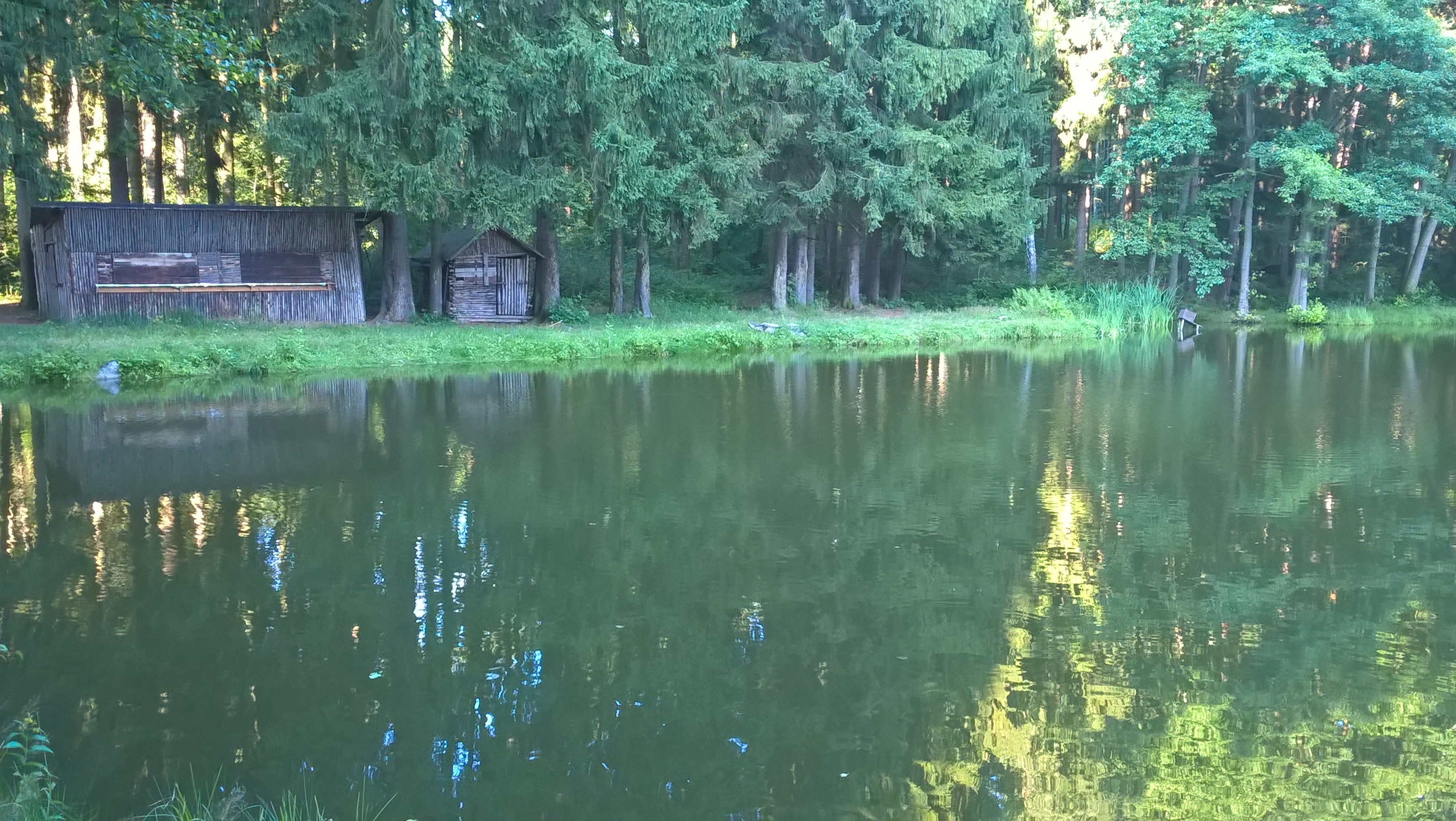
Váha
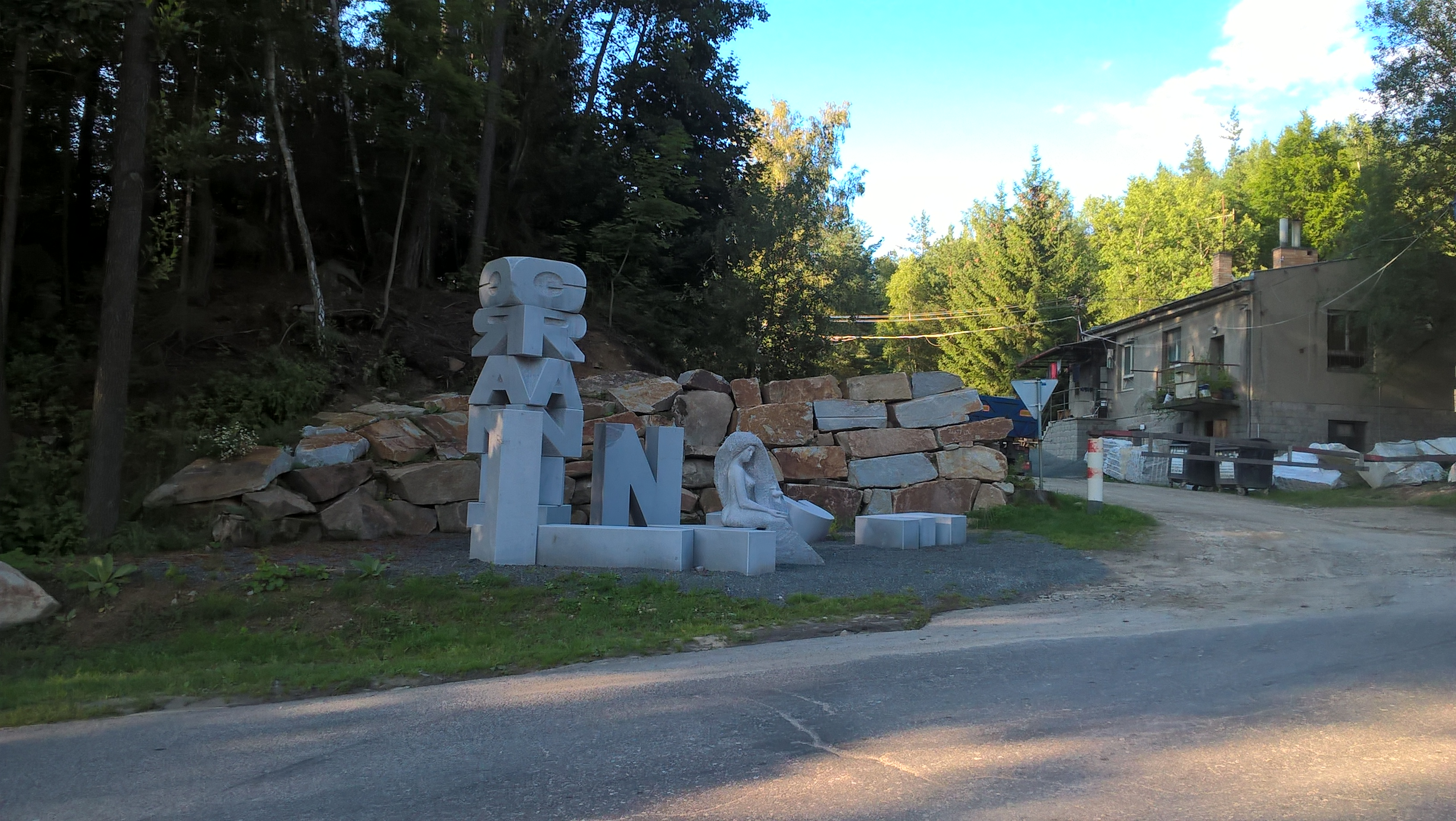
monument Nomen Omen
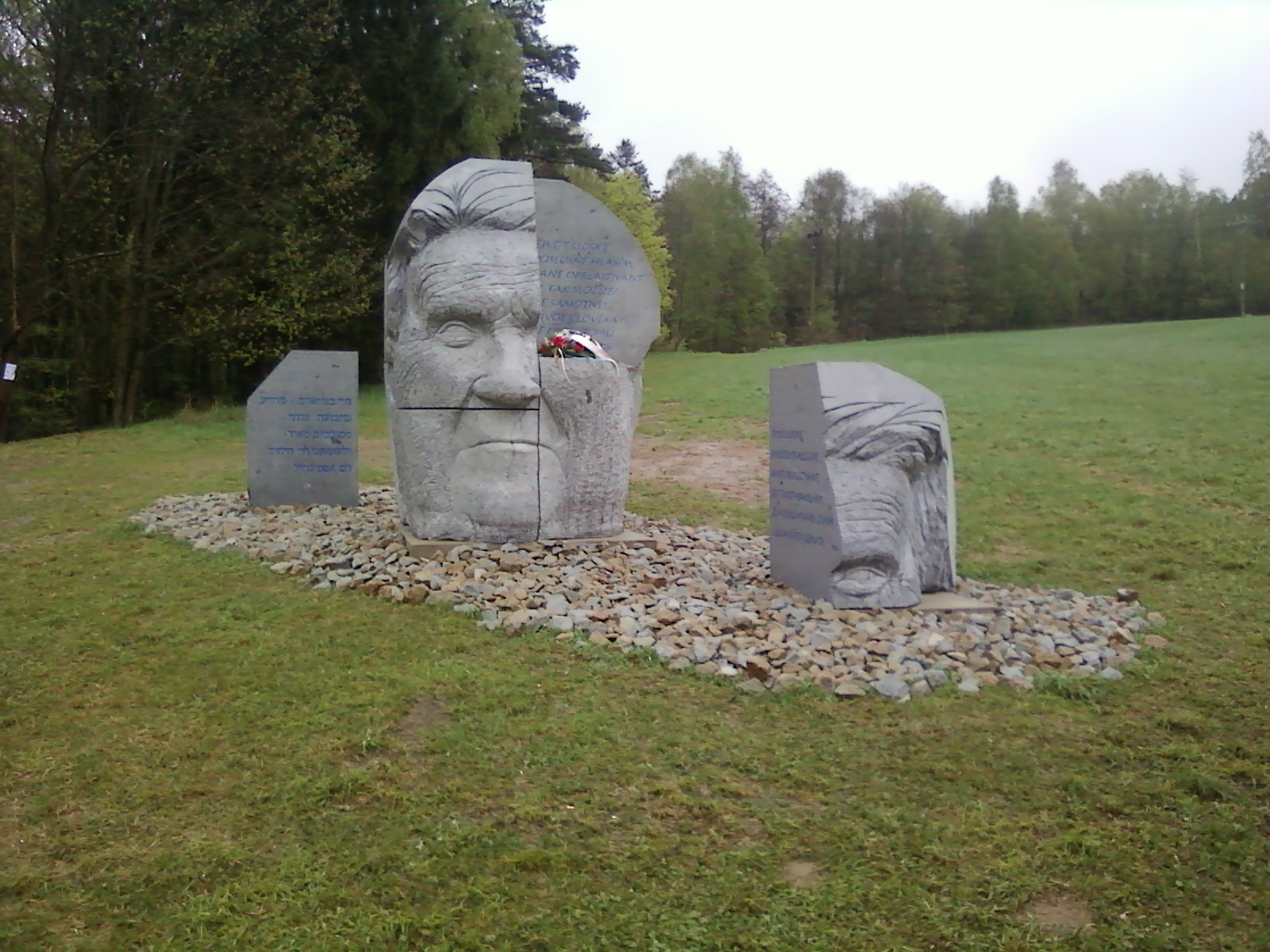
Hlava XXII
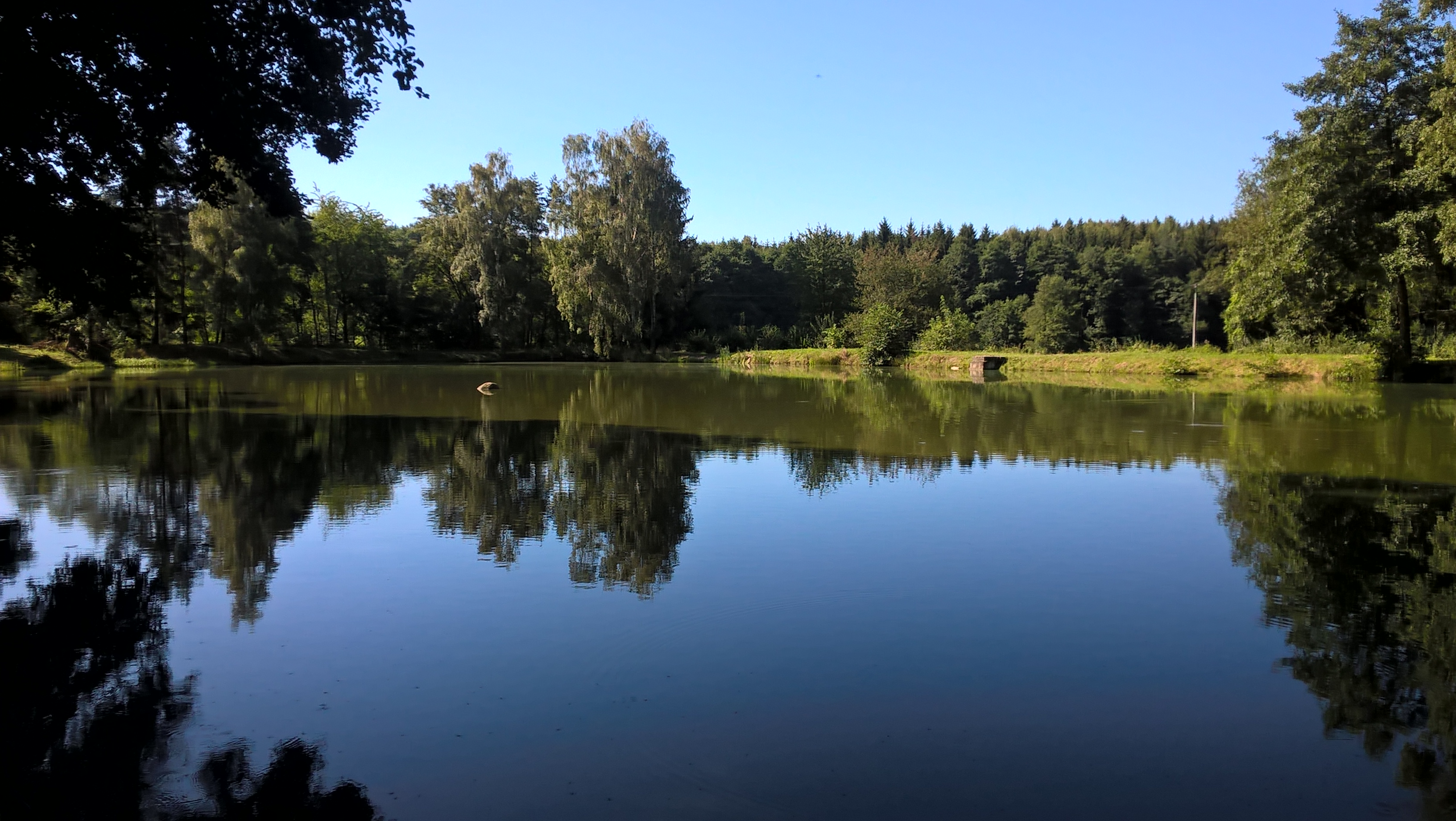
pohled na hráz